# Текуло
Текуло (на френски: Tékoulo) е град и община в южна Гвинея, регион Нзерекоре, префектура Гекеду. Населението на общината през 2014 година е 30 536 души.